# Hans Bjerkeling
Hans Gustaf Hjalmar Bjerkeling, född 15 oktober 1901 i Tegelsmora, Uppsala län, död 12 december 1992 i Spånga, var en svensk skådespelare och sångare.

## Filmografi
- 1941 – Göranssons pojke
- 1942 – Livet på en pinne
- 1942 – Kvinnan tar befälet
- 1942 – En äventyrare
- 1944 – Excellensen
- 1944 – Klockan på Rönneberga
- 1945 – Tre söner gick till flyget
- 1945 – Rattens musketörer
- 1945 – Resan bort
- 1946 – Möte i natten
- 1946 – Eviga länkar
- 1947 – Kvinna utan ansikte
- 1947 – Två kvinnor
- 1949 – Skolka skolan
- 1950 – Två trappor över gården
- 1951 – Puck heter jag

## Teater

### Roller
| År   | Roll        | Produktion                                                                       | Regi            | Teater                  |
| ---- | ----------- | -------------------------------------------------------------------------------- | --------------- | ----------------------- |
| 1937 | Medverkande | Opp och heja! eller Mannen som stal Golfströmmen Tage Forsberg och Henry Carlson |                 | Mosebacketeatern        |
| 1940 | Medverkande | Luddes nöjesfält, revy Gideon Wahlberg, Ch. Henry och Einar Molin                |                 | Odeonteatern, Stockholm |
| 1941 | Medverkande | Luddes melodi, revy Ch. Henry och Einar Molin                                    | Gideon Wahlberg | Odeonteatern, Stockholm |

### Fotnoter
1. 1 2 3   Sveriges dödbok 1901–2009 (Version 5.0). Solna: Sveriges släktforskarförbund. 2010. Libris 11931231
2. ↑  ”Hans Bjerkeling”. Svensk Filmdatabas. http://sfi.se/sv/svensk-filmdatabas/Item/?type=PERSON&itemid=61258&iv=OVERVIEW. Läst 14 oktober 2012.
3. ↑  ”'Opp och heja!' på Mosebacke”. Dagens Nyheter:  s. 12. 27 december 1937. http://arkivet.dn.se/arkivet/tidning/1937-12-27/351/12. Läst 10 januari 2016.
4. ↑  ”Teater Musik Film: Odéonteatern: 'Luddes nöjesfält'”. Dagens Nyheter:  s. 12. 29 september 1940. http://arkivet.dn.se/arkivet/tidning/1940-09-29/266/12. Läst 26 januari 2016.
5. ↑  ”Teater Musik Film: 'Luddes melodi' på Odéonteatern”. Dagens Nyheter:  s. 10. 23 februari 1941. http://arkivet.dn.se/arkivet/tidning/1941-02-23/52/10. Läst 30 januari 2016.